# الصندوق الوطني للتقاعد والحيطة الاجتماعية (تونس)
الصندوق الوطني للتقاعد والحيطة الاجتماعية (بالفرنسية: Caisse nationale de retraite et de prévoyance sociale أو اختصارا CNRPS)‏ هي منظمة ضمان اجتماعي تونسية مكلفة بتأمين التغطية الاجتماعية لموظفي وأعوان القطاع العام، وانتماؤهم لهذا الصندوق إجباري.

أسس الصندوق سنة 1975 بعد الاندماج الواقع بين الصندوق الوطني للتقاعد وصندوق الحيطة الاجتماعية (الإثنين بعثا سنة 1959) واللذين كانا يتقاسمان مجالي التقاعد والتأمين الصحي. يتمتع الصندوق منذ هذا الاندماج بالشخصية المدنية والاستقلال المالي. في مايو 1998، أدمج معه صندوق مستخدمي المصالح العمومية للكهرباء والغاز والنقل.

يدير الصندوق مجلس إدارة يتكون من 12 عضوا ويرأسه رئيس مدير عام، وهو عماد التركي منذ 2 يونيو 2016.

## المنخرطون
الانخراط في الصندوق إجباري لكل موظف أو عون عمومي، وهم:
- أعوان الوظيفة العمومية.
- أعوان البلديات والمجالس الجهوية.
- أعوان المنشآت العمومية ذات الصبغة الإدارية.
- أعوان المنشآت العمومية ذات الصبغة غير الإدارية.

## مقالات ذات صلة
- الصندوق الوطني للتأمين على المرض (تونس)
- الصندوق الوطني للضمان الاجتماعي (تونس)

## روابط خارجية
- الموقع الرسمي.